# Барст
Барст (фр. Barst) — коммуна на северо-востоке Франции, регион Гранд-Эст (бывший Эльзас — Шампань — Арденны — Лотарингия), департамент Мозель. Относится к кантону Фремен-Мерлебак. 

## Географическое положение
Бусбак расположен в 330 км к востоку от Парижа и в 50 км к востоку от Меца. 

## История

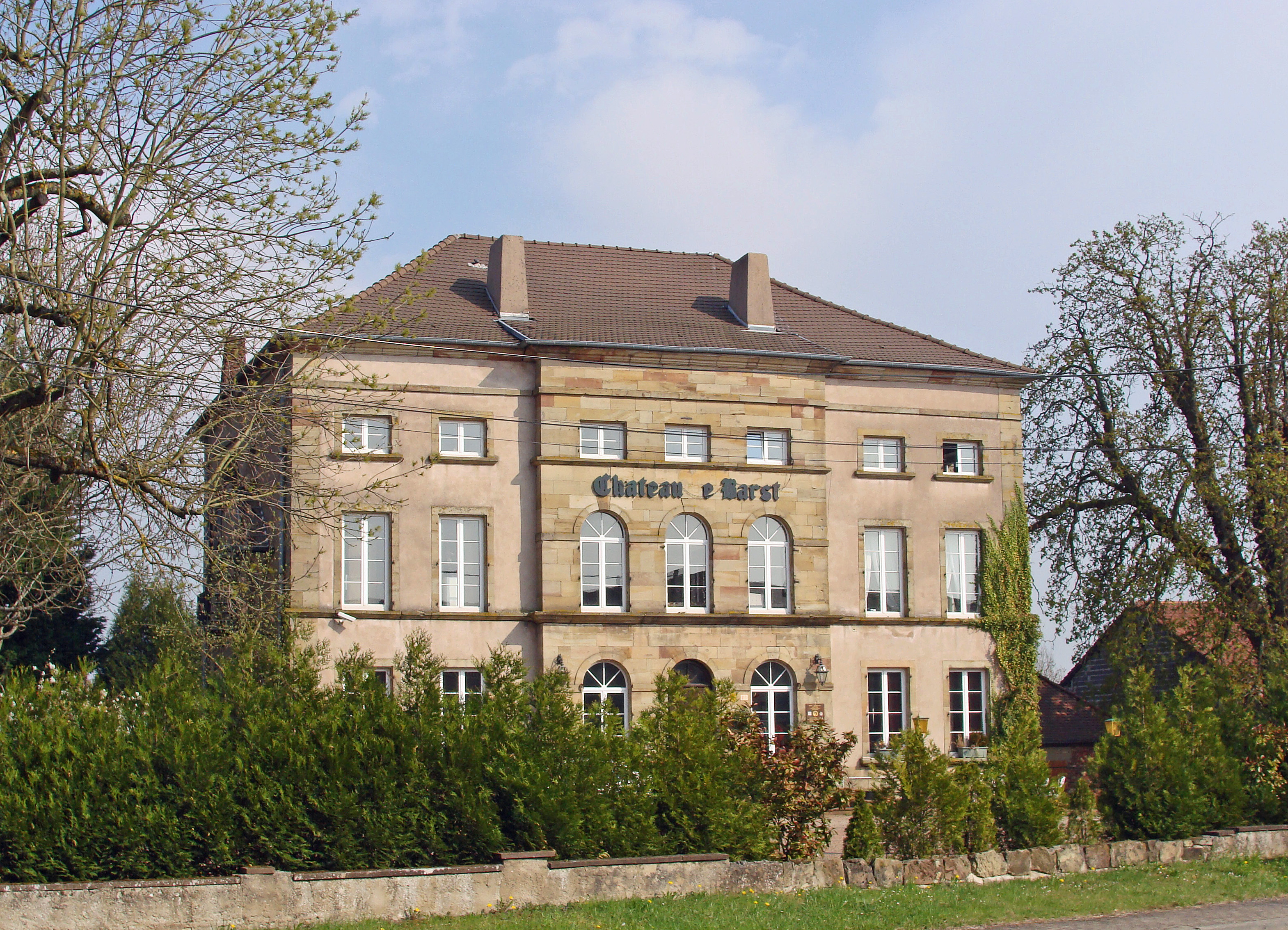
Замок Барст.

- Остатки кельтской и древнеримской культур.
- С X века коммуна принадлежала аббатству Сент-Глоссенд в Меце.
- Феод епископата Вик.
- Вошла в состав Франции в 1811 году.
- Во время Второй мировой войны в 1940 году была местом ожесточённых боёв, когда немецко-фашистские войска пытались прорвать линию Мажино.

## Демография
По переписи 2011 года в коммуне проживало 565 человек. 

## Достопримечательности
- Замок Барст 1835 года.
- Линия Мажино.